# Monneellus rhodopus
Monneellus rhodopus là một loài bọ cánh cứng trong họ Cerambycidae.